# 陳秀卿
陳秀卿（1950年10月25日—2011年4月22日），中華民國政治人物，中國國民黨籍立法委員，其夫林進春連任兩屆立委後，交棒參選。因長期為肺腺癌所苦，2011年4月22日上午病情惡化，在血壓與心跳急速降低情況下陷入昏迷，經由家屬送往急救後，轉送加護病房，病情仍然沒有好轉，最終在下午五點於彰濱秀傳醫院病逝，享壽60歲。同年6月10日，獲得總統華總二榮字第10000104920號褒揚令。

## 家族
丈夫林進春，第四屆、第五屆立法委員。山明投資開發董事。
兒子林益邦，曾以無黨籍選2012年立委選舉，敗給時任鹿港鎮長王惠美，後加入民進黨。

## 經歷
- 上市公司 1466 聚隆纖維股份有限公司董事長（山明投資法人代表）
- 彰化縣鹿津文教基金會董事長
- 彰化縣父母成長協會理事長
- 彰化縣家扶兒保委員會主任委員
- 國際獅子會300C3區公共關係主任
- 國際獅子會300C3區總監特別助理
- 國際獅子會300C3區區策顧問
- 彰化縣成功獅子會創會長
- 彰化縣鹿港鎮婦女會理事長
- 彰化縣鹿菁獅子會輔導長
- 民視的台灣奇案飾演媽祖

## 第七屆立法委員任期出席紀錄
2008年2/1～3/26院會應出席15次，委員會應出席19次，總計34次，缺席19次。
2008年4/1～4/30院會應出席4次，委員會應出席12次，總計16次，缺席1次。
資料來源:公民監督國會聯盟監督國會周報第五、十五期。

## 相關連結
- 林進春
- 2008年中華民國立法委員選舉區域暨原住民選舉區投票結果列表

## 外部連結
- 立法院 （页面存档备份，存于）